# Florencia Abbate
Florencia Abbate (Buenos Aires, 24 de diciembre de 1976) es una escritora, periodista, activista cultural e investigadora argentina.

## Trayectoria

### Publicaciones
En 1996 publicó su primer libro, Puntos de Fuga, a los 19 años. A partir de 1998 empezó a trabajar en periodismo cultural en diversos medios como los suplementos culturales de los diarios La Nación y El País (Uruguay), el suplemento Radar Libros de Página 12, la revista Ñ de Clarín y en Quimera (revista), Trespuntos, TXT, El poeta y su trabajo (México), Bazar americano, El porteño, Magazín Literario y Lea, y como cronista en Surcos en América Latina y Latido, entre otras.
En 1998 publicó su segundo libro: Apuntes sobre transexualidad (Editorial Perfil, Colección Minorías); una investigación realizada para una colección dirigida por María Moreno y que fue la primera crónica sobre el tema en Argentina.
En 2000 publicó el libro de poesía Los transparentes, ilustrado por el artista plástico Adolfo Nigro (Editorial Libros del Rojas), que fue distinguido por la Fundación Antorchas. En 2001 publicó el libro Gilles Deleuze para principiantes, y en 2003 Literatura latinoamericana para principiantes (ambos por la Editorial Era Naciente), y fue premiada por el Fondo Nacional de las Artes.
En 2004 publicó su primera novela: El grito (Editorial Emecé, publicada también en México por Editorial Veracruzana y en Chile por Editorial La Pollera), que tuvo varias reediciones. La misma, ambientada durante la crisis argentina de diciembre de 2001, fue acogida como exponente de una nueva sensibilidad narrativa, pionera de una naciente generación de nuevas plumas hispanoamericanas, y tuvo una importante repercusión en el público y la crítica.
En 2005 publicó el libro Homenaje a Julio Cortázar (Editorial EUDEBA) y el libro de cuentos para niños Las siete maravillas del mundo (Editorial Estrada), utilizado en numerosas escuelas. En 2006 publicó una antología de relatos de 22 nuevas narradoras argentinas, titulada Una terraza propia (Editorial Norma, publicada también en Perú por Editorial Estruendo Mudo), en cuya introducción la autora critica la noción de literatura femenina y da a conocer la diversidad de estéticas de las escritoras de su generación.
En 2007 publicó su segunda novela, Magic Resort (Editorial Emecé, publicada también en traducción al portugués por Editorial Deriva), y fue seleccionada para participar de "Entre sures", una proyecto de intercambio entre escritores latinoamericanos de su generación procedentes de 7 países, lo que la llevó a realizar estancias en México, Colombia y Perú, con el apoyo de la Fundación Ford y Prince Claus Found. Como fruto de esos intercambios, el grupo de escritores de “Entre sures” publicó en 2008 el libro No es una antología. Paisaje real de una ficción vivida (Editorial Estruendo Mudo), que fue prologada por el crítico Julio Ortega (escritor) y se presentó en diversos países latinoamericanos.
En 2014 publicó el libro de poemas Love Song (Editorial Buenos Aires Poetry) y el ensayo El espesor del presente. Tiempo e Historia en las novelas de Juan Jose Saer(EDUVIM), basado en su tesis de doctorado.
En 2015, fue una de las integrantes del grupo Ni una menos, desde el cual organizaron y convocaron desde las redes y los medios a la masiva movilización contra los femicidios y las violencias machistas que se llevó a cabo el 3 de junio de ese año. En 2016 continuó participando y activando desde el movimiento Ni una menos y, desde el siguiente año, participó del grupo de escritoras que colaboraron con la campaña nacional por el aborto legal, seguro y gratuito.
En 2017, publicó el libro de relatos Felices hasta que amanezca (Editorial Emecé-Planeta), que tuvo una excelente recepción y agotó la edición.
En 2020, publicó el ensayo Biblioteca feminista. Vidas, luchas y obras (Planeta), que fue publicado en diversos países y lleva varias reediciones.

### Estudios y activismo cultural
En 1996 año comenzó a cursar la Carrera de Letras de la Universidad de Buenos Aires, de la cual egresó con Diploma de Honor. En 1999 fue becada para participar de un taller de poesía dictado por Arturo Carrera, Diana Bellesi y Teresa Arijón, a partir del cual el grupo de 15 integrantes -representante de la nueva poesía argentina de esos años- publicó la antología La niña bonita (Editorial Alción). Al año siguiente, obtuvo una beca de la Fundación Antorchas para realizar un proyecto literario en la Residencia de escritores del Banff Centre for Arts and Creativity. Al regresar a la Argentina publicó Shhh…lamentables documentos, una edición limitada de 30 ejemplares con fotos originales de Hernán Reig y textos que dan cuenta de los momentos previos a la crisis del 2001. A partir de ese año, dirigió la editorial Tantalia, una de las primeras editoriales independientes argentinas en el nuevo milenio y, hasta su disolución en el año 2012, publicó decenas de libros y rescató obras como Las descentradas de Salvadora Medina Onrubia. En 2005 obtuvo una beca del Servicio Alemán de Intercambio Académico (DAAD) para realizar una estancia en Berlín, Alemania, y llevó a cabo parte de su investigación de doctorado en el Instituto Iberoamericano. En 2011 recibió el título de Doctora en Literatura por la Facultad de Filosofía y Letras de la Universidad de Buenos Aires. En 2013 ingresó como investigadora al Consejo Nacional de Investigaciones Científicas y Técnicas de Argentina (CONICET) y comenzó a trabajar en la Biblioteca Nacional, especialmente en el proyecto Atlas Bibliográfico de la Memoria Argentina, ideado por Horacio González. En 2014, fue invitada como Writer in residency y Visiting Professor a Dartmouth College donde también dio cursos de literatura latinoamericana. En 2015, fue responsable de la línea Políticas Estéticas del Programa Sur Global de la UNSAM y, al año siguiente, obtuvo una beca para realizar en Montevideo un proyecto sobre arte y activismo desde el Cono Sur. En 2021, con una beca del Programa Fulbright, realizó una estancia en la Universidad de California en Berkeley donde presentó su libro Biblioteca feminista, entre otras actividades. En 2022, fue designada miembro del Directorio del Fondo Nacional de las Artes, vocal del área de Literatura.

## Algunas publicaciones

### Novelas
- El grito, Emecé, 2004 (1era. edición). ISBN 9500425319.

Reediciones
- La pollera, 2017; 2022. ISBN 9789569203411.
- Eduvim, 2016. ISBN 9876993526.
- Veracruzana, 2011. ISBN 9786075020464.
- Magic Resort, Emecé, 2007. ISBN 9789729250767.

### Poesía
- Love song, Buenos Aires Poetry, 2014. ISBN 9789873351570.
- Los transparentes, con dibujos de Adolfo Nigro, Los Libros del Rojas, 2000. ISBN 9502905873.

### Ensayo e investigación
- Biblioteca feminista. Vidas, luchas y obras desde 1789 hasta hoy (1era. edición) (ensayo) Biblioteca feminista, Planeta, 2020. ISBN 9789504965411.
- El espesor del presente. Tiempo e historia en las novelas de Juan José Saer (ensayo), Eduvim, 2014. ISBN 9789876991100.
- Gilles Deleuze para principiantes (1era. edición), ilustrado por Pablo Páez, Era Naciente, 2001. ISBN 9789879065921.
- Apuntes sobre transexualidad (crónica), Perfil, 1998. ISBN 9789506392093.
- Antología de María Luisa Carnelli, Usal, 2024. ISBN 978-950-592-312-0
- Homenaje a Julio Cortázar (compilación), Eudeba, 2005. ISBN 950-29-0872-4
- Literatura latinoamericana para principiantes, ilustrado por Diego Parés, Era naciente, 2003. ISBN 978-987-9065-92-1.
- Proyecto Golem (compilación), Eudeba, 2005. ISBN 950-29-0857-0

### Relatos
- Felices hasta que amanezca, Emecé, 2017. ISBN 9789500438995.
- Puntos de fuga, Tantalia, 1996. ISBN 9879934059.
- Las siete maravillas del mundo (cuentos para niños), Estrada, 2006 (1era. edición). ISBN 9789500110112.
- Una terraza propia. Nuevas narradoras argentinas, Grupo editorial Norma, 2006 (1era. edición) ISBN 978-987-545-372-2. Selección y prólogo.[25]